# Margarete Bäumer
Margarete Henriette Therese Roßkopf-Bäumer, coneguda artísticament com a Margarete Bäumer (Düsseldorf, Imperi Alemany, 26 de maig de 1898 - Inning am Ammersee, desembre de 1969) va ser una soprano operística alemanya.

## Biografia
Nascuda a Düsseldorf, Bäumer va formar la seva veu de soprano a Düsseldorf i a Colònia i va debutar el 1920 al Stadttheater Barmen (un teatre que més tard esdevindria l'Opernhaus Wuppertal). Després d'actuar diverses temporades a Düsseldorf, Zúric, Stuttgart, Berlín (al Städtische Oper Berlin, convidada per Bruno Walter i Heinz Tietjen, on va compartir el repertori de soprano dramàtica amb Helene Wildbrunn), Nuremberg i Mannheim, va arribar a l'Opernhaus Leipzig el 1934, on ràpidament es va convertir en una cantant molt estimada del públic i hi va treballar com a soprano dramàtica destacada fins al 1953. Al mateix temps, va tenir compromisos a l'Òpera Estatal de Baviera (1934-1937) i a l'Òpera de Wrocław.
A la Staatsoper Stuttgart, Bäumer va passar al repertori dramàtic, a mitjans dels anys 1920, i a partir de llavors va ser cada cop més celebrada com a cantant d'òperes de Richard Wagner. Amb motiu d'un compromís a la German Grand Opera Society de Nova York, va actuar de gira per tots els principals escenaris estatunidencs. A més dels seus compromisos habituals, van seguir innombrables actuacions convidades als principals teatres d'òpera d'Europa. Així va cantar -principalment en papers wagnerians- a Viena (Staatsoper), Brussel·les, Dresden (Semperoper), Basilea, Ginebra, París, Barcelona (Gran Teatre del Liceu), Zuric, Praga, Riga, Copenhaguen, Amsterdam, Venècia, Palerm i Torí. Va aparèixer al Festival de l'Òpera de Múnic el 1935 (com a Elektra) i el 1936 (com a Brünnhilde), i al Festival Internacional de la Cançó de Sopot el 1938 (com a Brünnhilde).
A Barcelona va interpretar Der fliegende Holländer de Richard Wagner durant la temporada 1928-1929, sota la direcció de Max von Schillings.
Malgrat que Bäumer va continuar actuant a partir del 1954 (el 1960 per darrera vegada a Leipzig), a partir d'aquell any va ser principalment professora a l'Acadèmia de Música de Leipzig. El 1967 es va traslladar a Inning am Ammersee, Baviera, on va morir el 1969 als 72 anys.
Durant la seva vida, Bäumer va ser considerada una de les cantants wagnerianes més importants de la seva generació. Els nous llançaments d'enregistraments històrics ho testimonien avui en dia.

## Enregistraments
- Richard Wagner: Tristan und Isolde, Gewandhausorchester Leipzig dirigit per Franz Konwitschny, amb Margarete Bäumer. gravat a Leipzig 1950, 3-CD-Box, Preiser/Naxos 2001.[9]
- Richard Wagner: Tannhäuser, enregistrament complet, cor i orquestra de l'Òpera Estatal de Baviera dirigits per Robert Heger, amb Margarete Bäumer, gravat a Múnic el 1951, 3-CD-Box, Membran 2006 i 3-CD-Box Preiser/Naxos 2002.
- Richard Strauss: Der Rosenkavalier, enregistrament complet, cor de l'Òpera Estatal de Dresden i Staatskapelle Dresden amb Rudolf Kempe, amb Margarete Bäumer i altres, gravat a Dresden del 21 al 23 de desembre de 1950; caixa de 3 CD, Gala, 2007, GL 100.633.
- ABC der Gesangskunst. Historisches Gesangslexikon Teil 1 (Doppel-CD), Cantus-Line DA-Music, Diepholz 2002.
- Great Singers Sing Wagner, entre d'altres amb Margarete Bäumer, 10-CD-Box, Membran Documents 2003.
- Quatre sopranos alemanys del passat, Margarete Bäumer, Emmy Bettendorf, Karion Branzell, Irene Eisinger. Margarete Bäumer canta: Du kennst nun den Frevler (Don Juan) i Siegmund, sieh auf mich (Walküre), Preiser Records, Viena 2006.
- Margarete Bäumer. Amb àries de Tannhäuser, Götterdämmerung, Tiefland, Don Giovanni i Fidelio. Hamburger Archiv für Gesangskunst, Hamburg 2007.